# Festa do Divino (São Desidério)
A Festa do Divino é uma manifestação cultural e religiosa católica, tradicional na cidade de São Desidério, no estado brasileiro da Bahia. Ocorre anualmente no dia 20 de setembro, em homenagem ao Divino Espírito Santo.

## História
As homenagens ao Divino Espirito Santo chegou ao Brasil através dos portugueses no período da colonização. O capitão Montalvão trouxe a imagem de Nossa Senhora Aparecida para a cidade e  incentivou que a festa do Divino fosse implantada na então Vila de São Desidério.

## Imperador e a corte
Ao final da missa das festividades do ano corrente, é escolhido o imperador e a corte para o evento do próximo ano.
- Imperador - coordena o evento.[1]
- Alferes da Bandeira - conduz a bandeira.[1]
- Caudatários - isolam a corte durante o cortejo.[1]
- Procurador da Bandeira - busca nomes para o sorteio do imperador e da corte.[1]
- Capitão do Mastro - organiza, juntamente com a comissão a Pegada dos Mastros, o evento dos mastros para erguer as bandeiras.[1]

## Festividades
No mês de maio, o imperador do evento, junto com a corte, leva a bandeira do Divino Espírito Santo a várias residências e comércios da cidade, pedindo doações para as festividades.
No dia 20 de setembro, as festividades iniciam-se com um cortejo, que sai da casa do chamado "imperador" do evento e segue até a Igreja Matriz. O cortejo é acompanhado por música e fogos de artifício. Após o cortejo, é realizado a Missa Solene na Igreja Matriz. Ao término da missa, é escolhido, por sorteio, quem será o novo imperador e a nova corte. Em seguida, a coroa é passado ao novo imperador. Após as celebrações religiosas, inicia-se o lado profano das festividades, onde é servido um almoço comunitário com música ao vivo, no Clube Esportivo Social de São Desidério (CESSD).